# ان اسکات مامدی
ناوار اسکات مامدی (به انگلیسی: Navarre Scott Momaday) نویسنده، رمان‌نویس، داستان‌نویس، مقاله‌نویس و شاعر آمریکایی بود. وی برنده جایزه پولیتزر برای داستان در سال ۱۹۶۹ شد که اولین اثر مهم رنسانس بومیان آمریکا به حساب می‌آید.
مامدی در سال ۲۰۰۷ مدال هنرهای ملی را به خاطر تجلیل از آثارش و حفظ سنت شفاهی و هنری بومی دریافت کرد. او دارای ۲۰ مدرک افتخاری از کالج‌ها و دانشگاه‌ها بود که آخرین آنها از مؤسسه هنر کالیفرنیا در سال ۲۰۲۳بود، او عضو آکادمی علوم و هنر آمریکا بود.
ان اسکات مامدی در ۲۴ ژانویه ۲۰۲۴، در سن ۸۹ سالگی درگذشت.